# Semitogea camerunorum
Semitogea camerunorum är en stekelart som beskrevs av Heinrich 1968. Semitogea camerunorum ingår i släktet Semitogea och familjen brokparasitsteklar. Inga underarter finns listade i Catalogue of Life.